# Amanda Murray
Amanda (* 1983 in Berlin; bürgerlich Amanda Murray; auch bekannt als She-Raw) ist eine deutsche Rapperin aus Berlin.

## Biografie
Amanda Murray wurde 1983 als Tochter einer Berlinerin und eines US-Amerikaners in Berlin geboren und wuchs in Berlin-Friedenau auf. Schon im Alter von acht Jahren schrieb sie Gedichte und Geschichten, die später vertont wurden. Inspiriert und motiviert durch ihre Mutter, die Sängerin ist, und ihren ebenfalls künstlerisch veranlagten Vater, begann sie zunächst auf der John F. Kennedy School im Schulorchester erfolgreich Altsaxophon zu spielen. Mit ca. zwölf Jahren begann sie autodidaktisch mit dem Gitarrenspiel, um sich selbst auf der Gitarre zu begleiten. Ihre ersten Kompositionen und Texte beziehen sich auf She-Raws unmittelbare Lebenswelt und reflektieren Eigen- und Fremderfahrungen.
2002 lernte sie DJ Versatile kennen und wurde in der Berliner Hip-Hop-Untergrund-Szene aktiv. 2005 erschien ihr erstes Solo-Album „Beauty and the Beats“ auf dem Label Main Theme Records.
She-Raw hatte außerdem eine tägliche Radioshow beim Berliner Radiosender Kiss FM. Dort moderierte sie wochentags zwischen 14 und 18 Uhr die „She-Raw-Show“.

## Diskografie
Alben
- 2005: Beauty and the Beats
- 2017: Karussell (als Amanda)

Sampler
- 2004: Code:Rap (Sampler)
- 2005: 41 Karat (Serk, She-Raw & Amun)
- 2005: Kein Weg zu weit (Serk, She-Raw & Amun)
- 2007: Fame Convention (Sampler mit : Serk, She-Raw, Dabeat, Zwang, Dj Versatile, Schampus One)

Mixtapes
- 2011: Sheesy On Fire Vol1

Sonstige
- 2005: Juice Explosive (mit Serk MC) (Juice Exclusive! auf Juice-CD #55)
- 2009: Let Me R.I.P. (I.G.O.R. feat. KB da Kidnappa & K-Rino & She-Raw & Julian King)
- 2012: Vergiss es (On Seeed’s Augenbling Riddim)
- 2013: Ein Atze kommt selten allein (mit Frauenarzt, Manny Marc, Fler, Smoky, Vapeilas, Major McFly, Kid Millennium, MC Bogy, Medizin Mann, MC Basstard, Blokkmonsta, King Orgasmus One, Prinz Pi, Serk und DJ Reckless) (Juice Exclusive! auf Juice-CD #115)

Singles
- 2016: Ich kann nicht schlafen
- 2017: Meine Frau
- 2017: Blau (featuring Sido)
- 2017: Wie es ist
- 2018: Steps
- 2020: Alles was ich sehen will
- 2021: Tag X
- 2021: Nur einmal
- 2024: Big Bars

Amanda Murray als Autorin in den Charts

| Jahr | Titel Interpretation                     | Höchstplatzierung, Gesamtwochen, AuszeichnungChartplatzierungen (Jahr, Titel, Interpretation, Platzierungen, Wochen, Auszeichnungen, Anmerkungen) | Höchstplatzierung, Gesamtwochen, AuszeichnungChartplatzierungen (Jahr, Titel, Interpretation, Platzierungen, Wochen, Auszeichnungen, Anmerkungen) | Höchstplatzierung, Gesamtwochen, AuszeichnungChartplatzierungen (Jahr, Titel, Interpretation, Platzierungen, Wochen, Auszeichnungen, Anmerkungen) | Anmerkungen                           |
| Jahr | Titel Interpretation                     | DE | AT | CH | Anmerkungen                           |
| ---- | ---------------------------------------- | --- | --- | --- | ------------------------------------- |
| 2023 | Sommer Casper feat. Cro                  | DE10 (7 Wo.)DE | AT29 (1 Wo.)AT | CH76 (1 Wo.)CH | Erstveröffentlichung: 6. Juli 2023    |
| 2023 | Nie wieder normal Cro feat. Blumengarten | DE29 (3 Wo.)DE | AT47 (1 Wo.)AT | CH74 (1 Wo.)CH | Erstveröffentlichung: 24. August 2023 |